# 淺井哲彥
淺井哲彥（1935年6月7日—2006年8月15日），日本愛媛縣人，日本昭和時代著名的空手道家，出身松濤館，為船越義珍之徒，原為日本空手協會（JKA）技術局長，創立日本空手松濤連盟（JKS），為松濤連盟最高師範十段名人位，首席師範。
他在1964年將日本松濤館流空手道正式引進台灣，被譽為「臺灣空手道之父」。時至今日，臺灣有八成以上的空手道學習者，都是來自於他的弟子或再傳弟子所訓練出來的。

## 生平
淺井哲彥畢業於拓殖大學。大學期間，因為對於武術有興趣，至松濤館學習空手道，曾得到船越義珍、中山正敏、岡崎照幸等人的指導，是松濤館中極被看好的新秀之一，1961年獲日本全國空手道大會組手冠軍。1963年，獲得日本全國空手道大會型冠軍。
1961年，日本空手協會希望將空手道推廣到世界，派出教練至各國。淺井哲彥簽下五年合約，成為夏威夷空手道協會的空手道指導員。到夏威夷之前，因其妻為台灣人，淺井哲彥至台灣訪問一個月，台灣武術家陳宏宗負責招待。陳宏宗受其師林元龍之命，與淺井哲彥過招，雙方對於對方的武藝皆極為欣賞，成為好友。他們約定好，淺井哲彥在完成夏威夷協會的合約之後，接下來就會至台灣擔任教練。陳宏宗與其朋友開始在臺中推廣松濤流空手道，陳宏宗並以通信方式，將道場弟子的姿勢拍下，寄到夏威夷，請淺井哲彥修正姿勢，並以信件指導。
1964年，淺井哲彥開始在臺中授拳。陳宏宗跟隨淺井哲彥學習松濤流空手道，淺井哲彥也將白鶴拳的套路，加入松濤館流之中，形成獨特的淺井流空手道。同年，成立了臺中市體育會空手道委員會，並開始在各地建立道場。
1966年，在夏威夷的合約結束後，淺井哲彥來到臺灣，擔任全職教練。開始時推廣很順利，淺井哲彥希望比照日本，將各地空手道委員會組織起來。1968年9月，臺灣省體育會空手道協會成立，12月台北市體育會空手道委員會成立。但因組織內部的爭權，有人向警備總部寄出密告信，密告淺井哲彥親共，他成立委員會的目的，是在為中國共產黨招募青年。因此道館遭到臺灣官方關閉，淺井哲彥被迫離開臺灣。但他的弟子並沒有放棄，逐漸將空手道推展到全臺灣。
淺井哲彥回到日本後，成為日本空手協會師範，但仍然關心臺灣空手道，許多位臺灣空手道教練都曾至日本接受他的指導。在中山正敏死後，日本空手協會陷入紛爭，淺井哲彥與其大學同學阿部圭吾等人自行組織團體，中原伸之等人形成另一個派系。中原伸之的派系在1999年被日本空手協會承認。2000年，淺井哲彥組織了國際日本武術空手道會（IJKA）與日本空手松濤連盟，成為首席師範。

## 家庭
其妻陳惠珠生於臺灣，為臺灣武術家陳宏宗的妹妹，婚後改名淺井惠子。

## 電影
髮妻陳惠珠女士與劇組等人，目前正籌備拍攝電影：「武魂~浅井哲彦物語」中。

## 外部連結
- 日本空手松濤聯盟
- 淺井哲彥老師在臺灣
- 2010-08-15 公視晚間新聞(追念空手道之父 成立哲彥館育英才)  （页面存档备份，存于）
- 哲彥館 （页面存档备份，存于）